# Mecisteus
Mecisteus is een naam uit de Griekse mythologie, en kan op drie personen slaan:
- De zoon van Talaus en Lysimache. Hij was een broer van Adrastus en vader van Euryalus. Hij overwon tijdens de spelen op de begrafenis van Oedipus iedereen. Ook was hij, volgens Apollodorus, een van de Zeven tegen Thebe. Hij wordt door Apollodorus ook genoemd als een van de vrijers van Penelope[1].

- De zoon van Echius, en een van de metgezellen van Teucer in de Trojaanse Oorlog. Hij werd in de strijd gedood door Polydamas.[2]

- Een bijnaam van Herakles.[3]